# Коломіна Олена Володимирівна
Оле́на Володи́мирівна Коло́міна (нар. 24 січня 1981, Леніногорськ, СРСР) — казахська лижниця, що спеціалізується на лижних перегонах. Учасниця трьох зимових Олімпійських ігор (2006, 2010, 2014). Багаторазова чемпіонка та призерка зимових Азійських ігор, призерка зимових Універсіад. Майстер спорту Казахстану міжнародного класу.

## Життєпис
Олена Коломіна народилася у місті Леніногорськ. На етапах Кубка світу з лижних перегонів дебютувала 8 грудня 2000 року, хоча ще за рік до того стала переможницею Азійських ігор 1999 в командних змаганнях. У грудні 2003 року вперше потрапила до чільної десятки етапу Кубка світу в естафеті. Окрім цього, Коломіна протягом кар'єри ще 14 разів опинялася серед десяти найкращих (13 разів в командних змаганнях і двічі в індивідуальних), а найкращим особистим досягненням спортсменки в пудсумковому заліку Кубка світу стало 47-ме місце в сезоні 2009/10.
В 2005 році Коломіна вперше здобула нагороду зимової Універсіади — їй підкорилася «бронза» у спринті. Два роки потому в Турині Олені вдалося покращити ґатунок медалі у цій же дисципліні і перекувати її на «срібло». Втім, головною подією цих років стали зимові Олімпійські ігри 2006, що відбулися між двома універсіадами все в тому ж Турині. Коломіна разом з партнерками по збірній показали доволі непогані результати у естафеті та командному спринті, а самій Олені вдалося потрапити до чільної двадцятки у мас-старті на дистанції 30 км. Азійські ігри, що відбулися наступного року, принесли до активу казашки золоту та срібну медаль, здобуті відповідно у естафеті та спринті.
У 2010 році на зимовій Олімпіаді у Ванкувері казахській лижниці не вдалося потрапити до числа 20 найкращих спортсменок у жодній з індивідуальних дисциплін, однак у складі збірної вона посіла доволі високе 9 місце в естафеті.
Азійські ігри 2011 року стала справжнім бенефісом Коломіної — казахська лижниця здобула два «золота» у командних змаганнях та двічі займала друге місце у індивідуальних заїздах (спринт та 15 км).
У лютому 2014 року спортсменка взяла участь у зимових Олімпійських іграх в Сочі. 8 лютого Олена посіла 40 місце у змаганнях зі скіатлону, 11 лютого не змогла подолати кваліфікаційний бар'єр у спринті, показавши лише 46-й час, а ще 2 дні потому зайняла 36-ту позицію у змаганнях на 10-кілометровій дистанції. Цікаво, що на третю для себе Олімпіаду Коломіна цілком могла й не потрапити через особисту неприязнь до неї казахських спортивних чиновників, що вирішили не виділяти їй квоту на участь у Іграх всупереч офіційним рейтингам. Однак ситуація вирішилася для Олени позитивно завдяки Міжнародному олімпійському комітету, що надав Казахстану додаткову квоту.

## Виступи на Олімпійських іграх
| Змагання                     | Місто    | 10 км. | 30 км. | 15 км. (скіат.) | Естаф. 4х5 км. | Спринт (інд.) | Спринт (ком.) |
| ---------------------------- | -------- | ------ | ------ | --------------- | -------------- | ------------- | ------------- |
| Зимові Олімпійські ігри 2014 | Сочі     | 36     | 48     | 40              | -              | 46            | 15            |
| Зимові Олімпійські ігри 2010 | Ванкувер | 27     | 33     | 28              | 9              | 36            | 11            |
| Зимові Олімпійські ігри 2006 | Турин    | -      | 19     | 25              | 13             | 38T           | 9             |